# Абд аль-Карим ибн Аджрад
Абд аль-Кари́м ибн А́джрад (араб. عبد الكريم بن عجرد‎) — основатель и эпоним хариджитской секты аджрадитов. Ибн Аджрад был родом из Балха (совр. Афганистан). Вначале был приверженцем основателя секты байхаситов Абу Байхаса, затем Атии ибн аль-Асвада аль-Ханафи, но в конечном счёте разошёлся с ними во взглядах и стал распространять своё учение в Хорасане. Также есть сведения о том, что изначально Ибн Аджрад был в стане надждитов. Последователи Са’лабы ибн Машкана (саалабиты) считали его своим имамом до тех пор, пока он не стал противоречить Са’лабе в вопросе о том, становятся ли дети мусульманами после достижения зрелости или являются таковыми от рождения. После этого они отделились от него и объявили его неверующим.
В конце концов Абд аль-Карим ибн Аджрад был схвачен наместником Ирака Абдуллахом аль-Касри (723—738).